# Jaświły (gmina)
Jaświły – gmina wiejska w województwie podlaskim, w powiecie monieckim.
Siedziba gminy to Jaświły.
Według danych z 30 czerwca 2004 gminę zamieszkiwało 5485 osób.

## Historia

### Imperium Rosyjskie (1861–1915)
Gmina zbiorowa Jaświły (ros. Ясвильская волость) z siedzibą w Jaświłach powstała w wyniku reformy struktur administracyjnych państwa rosyjskiego w 1861 roku. Była częścią powiatu białostockiego należącego (od 1843) do guberni grodzieńskiej. W 1890 roku gmina Jaświły obejmowała 70 wsi i zamieszkiwało ją 10,105 osób.

### I wojna światowa
Podczas I wojny światowej gmina wraz z powiatem białostockim należała do okupowanego przez Niemcy Ober-Ostu (w okręgu Białystok), gdzie została zniesiona i przekształcona głównie w gminę Dolistowo. Część gminy Jaświły weszła w skład nowo utworzonej gminy Kalinówka. Zmiany tę zachowano, kiedy obszar gminy przeszedł  w sierpniu 1919 pod administrację polską.

### PRL (1944–1954)
Gminę Jaświły reaktywowano pod koniec II wojnie światowej, w 1944 roku w powiecie białostockim w woj. białostockim z obszaru przedwojennej gminy Dolistowo, która przed wojną składała się z 29 gromad, utworzonych 16 października 1933.
1 lipca 1952 utworzono nową gromadę Brzozowa-Kolonia z części gromady Brzozowa, gromadę Dolistowo Stare-Kolonia z części gromady Dolistowo Stare, gromadę Smogorówka Goniądzka ze zniesionych gromad Smogorówka Goniądzka I i Smogorówka Goniądzka II; zniesiono też gromadę Stożnowo, włączając ją do gromady Jadeszki.
Według stanu z dnia 1 lipca 1952 roku gmina była podzielona na 28 gromad: Białosuknie-Przedmieście, Białosuknie-Szlachta, Bobrówka, Brzozowa, Brzozowa-Kolonia, Dolistowo Nowe, Dolistowo Stare, Dolistowo Stare-Kolonia, Dzięciołowo, Gurbicze, Jadeszki, Jaświłki, Jaświły, Jaćwież Duża, Jaćwież Mała, Karpowicze, Krzecze, Mikicin, Mociesze, Moniuszki, Radzie, Romejki, Rutkowskie Duże, Smogorówka Dolistowska, Smogorówka Goniądzka, Szaciły, Wroceń i Zabiele.
1 lutego 1953 gromadę Białosuknia ze zniesionych gromad Białosuknie-Przedmieście i Białosuknie-Szlachta.
1 kwietnia 1954 gmina weszła w skład nowo utworzonego powiatu monieckiego.
Gmina została zniesiona 29 września 1954 roku wraz z reformą wprowadzającą gromady w miejsce gmin.

### Po 1973 roku
Jednostkę odtworzono 1 stycznia 1973 roku po reaktywowaniu gmin.
Gmina objęła inny obszar niż przed 1954, ponieważ 6 sołectw (Białosuknia, Krzecze, Smogorówka Dolistowska, Smogorówka Goniądzka I, Smogorówka Goniądzka II i Wroceń) weszło w skład gminy Goniądz w powiecie monieckim, a trzy sołectwa (Jatwież Duża, Jatwież Mała i Karpowicze) weszły w skład gminy Suchowola w powiecie dąbrowskim. W skład nowej gminy Jaświły weszło natomiast 5 sołectw należących przed 1954 do gminy Kalinówka (Bagno, Krzywa, Rutkowskie Małe, Starowola i Szpakowo). Łącznie nowa gmina Jaświły składa się w 80% z sołectw należących przed 1954 do gminy Jaświły i 20% do gminy Kalinówka. Odwrotnie, 73% dawnej gminy Jaświły znajduje się w granicach nowej gminy Jaświły.
W latach 1975–1998 gmina położona była w województwie białostockim.
1 stycznia 1992 z gminy Jaświły wyłączono wieś Krzywa (525,42 ha), włączając ją do gminy Jasionówka.

## Struktura powierzchni
Według danych z roku 2002 gmina Jaświły ma obszar 175,41 km², w tym:
- użytki rolne: 86%
- użytki leśne: 8%

Gmina stanowi 12,69% powierzchni powiatu.

## Demografia

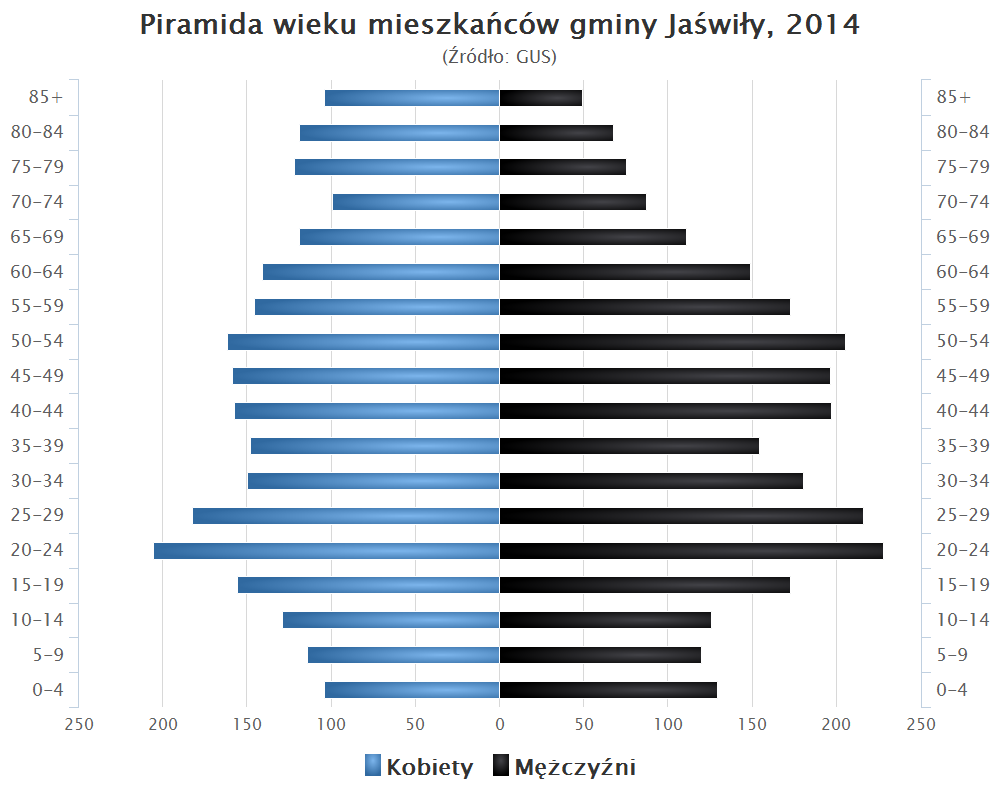
Piramida wieku mieszkańców gminy Jaświły w 2014 roku

Dane z 30 czerwca 2004:
| Opis                              | Ogółem | Ogółem | Kobiety | Kobiety | Mężczyźni | Mężczyźni |
| --------------------------------- | ------ | ------ | ------- | ------- | --------- | --------- |
| jednostka                         | osób   | %      | osób    | %       | osób      | %         |
| populacja                         | 5485   | 100    | 2643    | 48,2    | 2842      | 51,8      |
| gęstość zaludnienia (mieszk./km²) | 31,3   | 31,3   | 15,1    | 15,1    | 16,2      | 16,2      |

## Sołectwa
Bagno, Bobrówka, Brzozowa, Brzozowa-Kolonia, Dolistowo Nowe, Dolistowo Stare, Dolistowo-Kolonia, Dzięciołowo, Gurbicze, Jadeszki, Jaświłki, Jaświły, Mikicin, Mikicin-Kolonia, Mociesze, Moniuszki, Piaski, Radzie, Romejki, Rutkowskie Duże, Rutkowskie Małe, Starowola, Szaciły, Szpakowo, Zabiele.

## Sąsiednie gminy
Goniądz, Jasionówka, Korycin, Mońki, Suchowola, Sztabin